# Camille Marcoux
Pour les articles homonymes, voir Camille-Marcoux et Marcoux.
Camille Marcoux, né à Tête-à-la-Baleine en 1930, mort à Blanc-Sablon le 13 septembre 1973, fut le premier médecin originaire de la Basse Côte-Nord du Québec. Il étudia la médecine à Sherbrooke avant d'aller travailler à Blanc-Sablon pendant quinze ans. Il mourut dans un accident d'hélicoptère en 1973 alors qu'il se rendait à Blanc-Sablon avec sa femme et une amie. 

## Héritage
Un traversier, une école primaire de Sept-Îles et une rue de Blanc-Sablon portent aujourd'hui son nom.